# Hyposmocoma caecinervis
Hyposmocoma caecinervis is een vlinder uit de familie van de prachtmotten (Cosmopterigidae). De wetenschappelijke naam van de soort is voor het eerst geldig gepubliceerd in 1928 door Edward Meyrick.